# Viggo Brun
Viggo Brun (13. října 1885, Lier - 15. srpna 1978, Drøbak) byl norský matematik. Věnoval se zejména teorii čísel.
Jeho matka zemřela, když mu byly čtyři, otec zemřel, když mu bylo sedm. Vychovávaly ho pak starší sestry. Vystudoval matematiku a přírodní vědy na univerzitě v Oslu a vědecky začal pracovat na univerzitě v Göttingenu v roce 1910. V roce 1923 se Brun stal profesorem na Technické univerzitě v Trondheimu a v roce 1946 profesorem na univerzitě v Oslu. V roce 1946 také stál v čele Královské norské vědecké společnosti (Det Kongelige Norske Videnskabers Selskab). V roce 1955 odešel do důchodu.
V roce 1915 představil novou metodu založenou na Legendrově verzi Eratosthenova síta, nyní známé jako Brunovo síto, která řeší problémy jako Goldbachova domněnka nebo prvočíselná dvojice. Na základě svého síta definoval v roce 1919 brunovu větu, podle níž číselná řada, jejímiž prvky jsou součty převrácených hodnot prvočíselných dvojčat, je konvergentní a konverguje k číslu známému jako Brunova konstanta (obvykle značené B₂). V letech 1919–1920 definoval též vícerozměrný algoritmus řetězového zlomku a aplikoval jej na problémy v hudební teorii.